# Pedro Canisio
San Pedro Canisio (Nimega, Países Bajos, 8 de mayo de 1521 - Friburgo, Suiza, 21 de diciembre de 1595) es conocido como el segundo apóstol de Alemania. Fue un teólogo, jesuita y doctor de la Iglesia católica. Su nombre original es Pieter Kanijs. Se le considera patrón de la prensa religiosa y de los consultores. 
Fue llamado el "Martillo de los Herejes" por la claridad y elocuencia con que criticaba las posiciones de los cristianos no católicos. Está entre los iniciadores de la prensa católica. Aún en la lucha por defender la Iglesia católica aconsejaba Pedro: "No hieran, no humillen, pero defiendan la religión con toda su alma".
San Pedro Canisio fue considerado por la Iglesia católica como el segundo más importante apóstol en llevar la fe católica a Alemania, siendo el primero de estos san Bonifacio. Se le atribuye el haber iniciado la prensa católica. Fue uno de los primeros jesuitas.

## Vida
Nació en 1521 en Nimega, Holanda, que en aquel entonces pertenecía a la diócesis de Colonia. Hijo del noble Jakob Kanis. A los 19 años de edad recibió el título de "maestro en artes".
Estudió derecho canónico pero abandonó la carrera para dedicarse a la teología movido por la predicación del jesuita Pedro Fabro. En Colonia realizó los ejercicios espirituales de San Ignacio de Loyola.
Se le considera, por su predicación, un elemento clave en la preservación de la fe católica en Friburgo, Suiza.
Recorrió 30 000 km en sus afanes de difundir la doctrina católica. Fundó el Colegio Jesuita de Praga y el Colegio Jesuita de Friburgo que luego se convirtió en la Universidad de Friburgo.
Escribió un Catecismo que, aún en vida del santo, tuvo 200 ediciones y fue traducido a 15 idiomas. Se usó para intentar contrarrestar el catecismo de Martín Lutero.
Se le atribuye que agregó a la oración del Ave María las palabras: “Santa María, Madre de Dios, ruega por nosotros pecadores.” Esta contribución apareció oficialmente en el Catecismo del Concilio de Trento 1566.
San Pedro Canisio fue canonizado y declarado doctor de la Iglesia católica el 21 de mayo de 1925 por Pío XI.

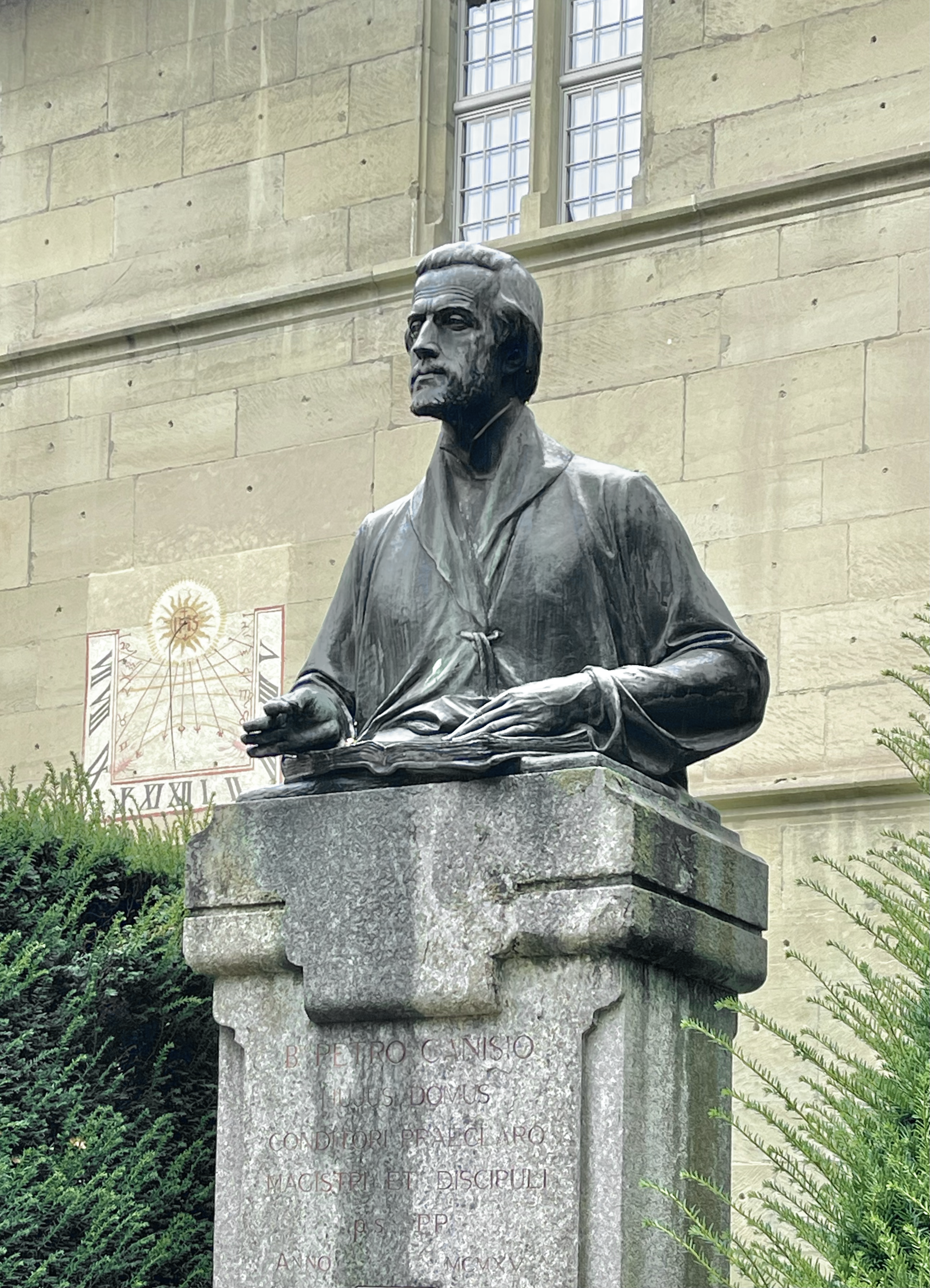
San Pedro Canisio